# Simón de Rojas
Saint Simón de Rojas, né le 28 octobre 1552 et mort le 29 septembre 1624, est un religieux espagnol de l'ordre des Trinitaires, témoin de la spiritualité du Siècle d'or. Tout en remplissant des fonctions officielles à la cour impériale, il a consacré son existence à l'assistance des malades et des indigents, ainsi qu'à la propagation de la dévotion au Saint Nom de Marie. Surnommé l'Apôtre de l'Ave Maria, il a été canonisé en 1988.

## Biographie

### Le trinitaire chaussé

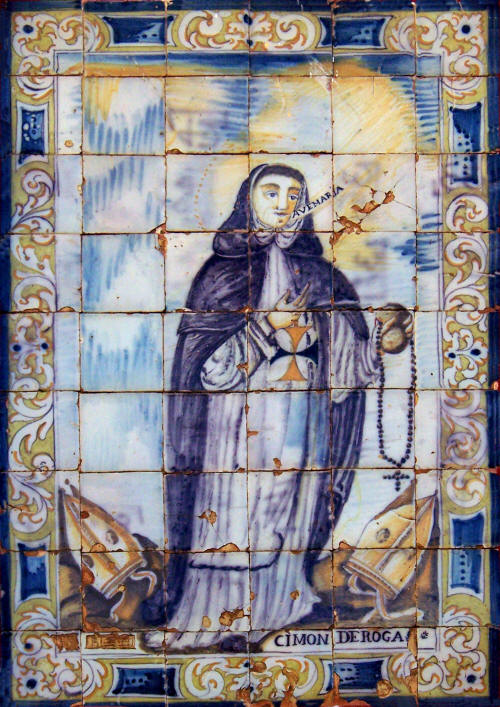
Saint Simón de Rojas dans l'art populaire.

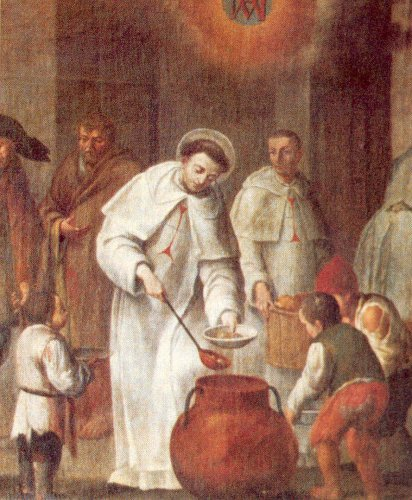
Une existence consacrée aux plus démunis, conformément à l'idéal trinitaire.

Simón de Rojas est né le 28 octobre 1552 à Valladolid, en Espagne. Il reçoit de ses parents, Gregorio Ruiz de Navamuel et Constanza de Rojas, une éducation imprégnée de piété mariale. Entré, dès l'âge de douze ans, au couvent des Trinitaires de sa ville natale, il y fait profession le 28 octobre 1572. 
De 1573 à 1597, il poursuit ses études à l'université de Salamanque : c'est durant cette période qu'il est ordonné prêtre, en 1577. À Tolède, il enseigne la philosophie entre 1581 et 1583, puis la théologie jusqu'en 1587, année où il refuse de se charger de la chaire d'Écriture sainte. 
À partir de 1588 jusqu'à sa mort, survenue à Madrid, le 29 septembre 1624, il se verra confier un certain nombre de responsabilités à l'intérieur de son ordre : prieur de différentes maisons; deux fois visiteur pour la province de Castille, puis une fois pour la province d'Andalousie; et en 1621, provincial de Castille. 
Bien qu'ami du réformateur Jean-Baptiste de la Conception, qu'il rencontrait à la confrérie du Saint-Sacrement, Simon n'est jamais passé aux Trinitaires déchaussés. Par ailleurs, il a été nommé précepteur des Infants d'Espagne, don Carlos et don Ferdinand en 1619, et à partir du 1er janvier 1622, confesseur de la reine Isabelle de Bourbon, épouse de Philippe IV. Il composera ainsi un petit traité à destination d'Anne d'Autriche, fille de Philippe III, à l'occasion du mariage de celle-ci avec Louis XIII.

### Le bienfaiteur des pauvres
Ces hautes fonctions ne lui font néanmoins jamais perdre de vue les deux grandes priorités qu'il s'est fixées : le service des pauvres et la dévotion mariale. 
Fidèle au charisme de sa famille religieuse, il œuvre au rachat des esclaves, assiste les pauvres sans acception de personne, réconforte infirmes, prisonniers et marginaux de tous genres. Il n'accepte de devenir responsable des enfants royaux qu'à condition de poursuivre ses activités caritatives, et va jusqu'à déclarer donner la préférence aux déshérités, dans une période d'épidémie où l'empereur tente de lui interdire de fréquenter les hôpitaux, par peur de la contagion. 

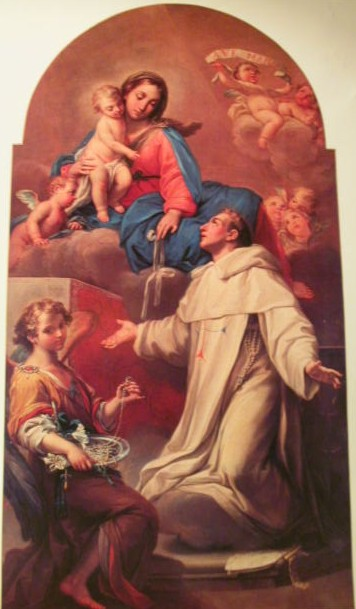
Une spiritualité du service marial et humanitaire.

Confesseur de la reine, il refuse toutes les prérogatives (carrosse, rétributions) attachées à cette charge, mais profite de son influence à la cour pour faire graver Ave Maria en lettres d'or sur la façade du palais royal de Madrid. 

### L'apôtre de la Vierge
La dévotion au Nom de Marie constitue, en effet, l'autre volet de son apostolat. Le 14 avril 1612, il fonde la Congrégation des Esclaves du Doux Nom de Marie, sorte de confrérie composée de laïcs, toutes classes sociales confondues, qui comptera parmi les inscrits le roi d'Espagne et ses enfants. Les affiliés s'y engageaient à glorifier Marie en servant les pauvres, considérés comme les fils de prédilection de celle-ci. Dès 1619, Simon presse l'augustin Bartoloméo de los Rios y Alarcon, de propager la confrérie dans les Pays-Bas méridionaux, d'où celle-ci rayonnera à travers toute l'Europe. 
Par ailleurs, la dévotion mariale du trinitaire combine manifestations populaires et culte liturgique. Ainsi, il fait imprimer des milliers d'images pieuses avec l'inscription Ave Maria, ou confectionner des chapelets de soixante-douze grains (selon l'âge présumé de la Vierge) blancs, reliés par un cordon bleu, ces deux couleurs symbolisant respectivement l'Assomption et l'Immaculée Conception. Images pieuses et chapelets sont ensuite envoyés à l'étranger, particulièrement en Angleterre, fief de "l'hérésie protestante", selon les mentalités catholiques de l'époque. 
Il compose également un office liturgique en l'honneur du Nom de Marie, lequel office se verra soumis à l'approbation pontificale de Grégoire XV, le 5 juin 1622, puis étendu par Innocent IX à l'Église universelle, lorsque celui-ci institua la fête du saint Nom de Marie, en 1683.

## Postérité

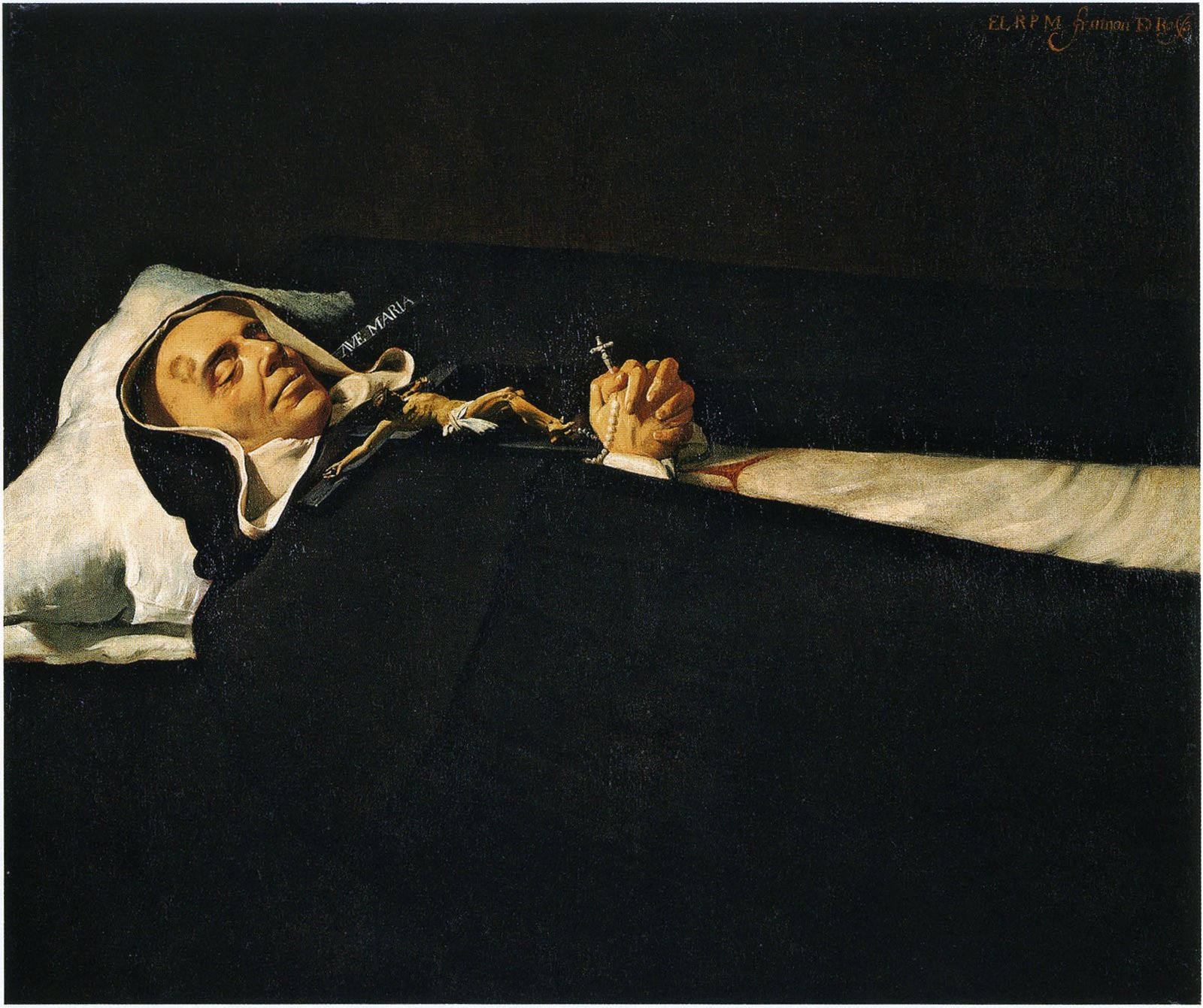
Saint Simón de Rojas gisant, Velasquez (1624), musée des Beaux-Arts de Valence, Espagne.

Au lendemain du 29 septembre 1624, les funérailles de l'apôtre de Marie font figure d'apothéose populaire : pendant douze jours, des prédicateurs fameux (dont le trinitaire Hortensio Félix Paravicino) vont se relayer pour faire le panégyrique de ses vertus et de sa sainteté, si bien que, dès le 8 octobre 1624, le nonce apostolique ordonne que soit entamé le procès menant à la béatification. 
Après la reconnaissance de l'héroïcité des vertus, publiée par le pape Clément XII, le 25 mars 1735, Simón de Rojas est béatifié par le pape Clément XIII, le 19 mars 1766. Jean-Paul II le canonisera, le 3 juillet 1988, juste avant la clôture de l'Année mariale. 
À l'heure actuelle, la congrégation des Esclaves du Doux Nom de Marie existe toujours et poursuit l'action humanitaire de son fondateur, à quelques pas de la Puerta del Sol. C'est là que reposait le corps du saint, jusqu'à la guerre civile espagnole, au cours de laquelle ses restes furent profanés, brûlés et dispersés.

## Spiritualité

### L'esclavage marial

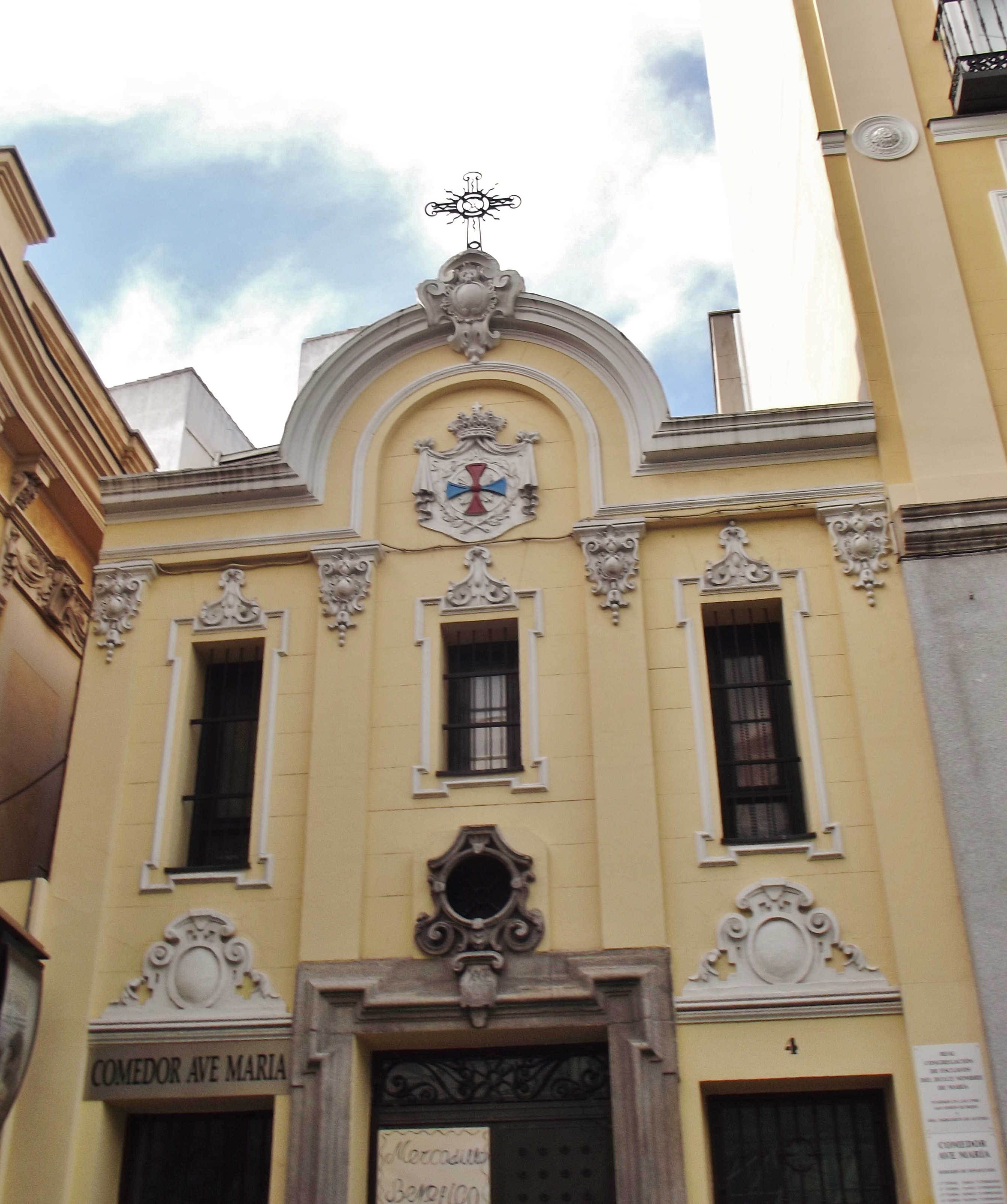
La chapelle et la cantine de la congrégation fondée par Simón de Rojas à Madrid.

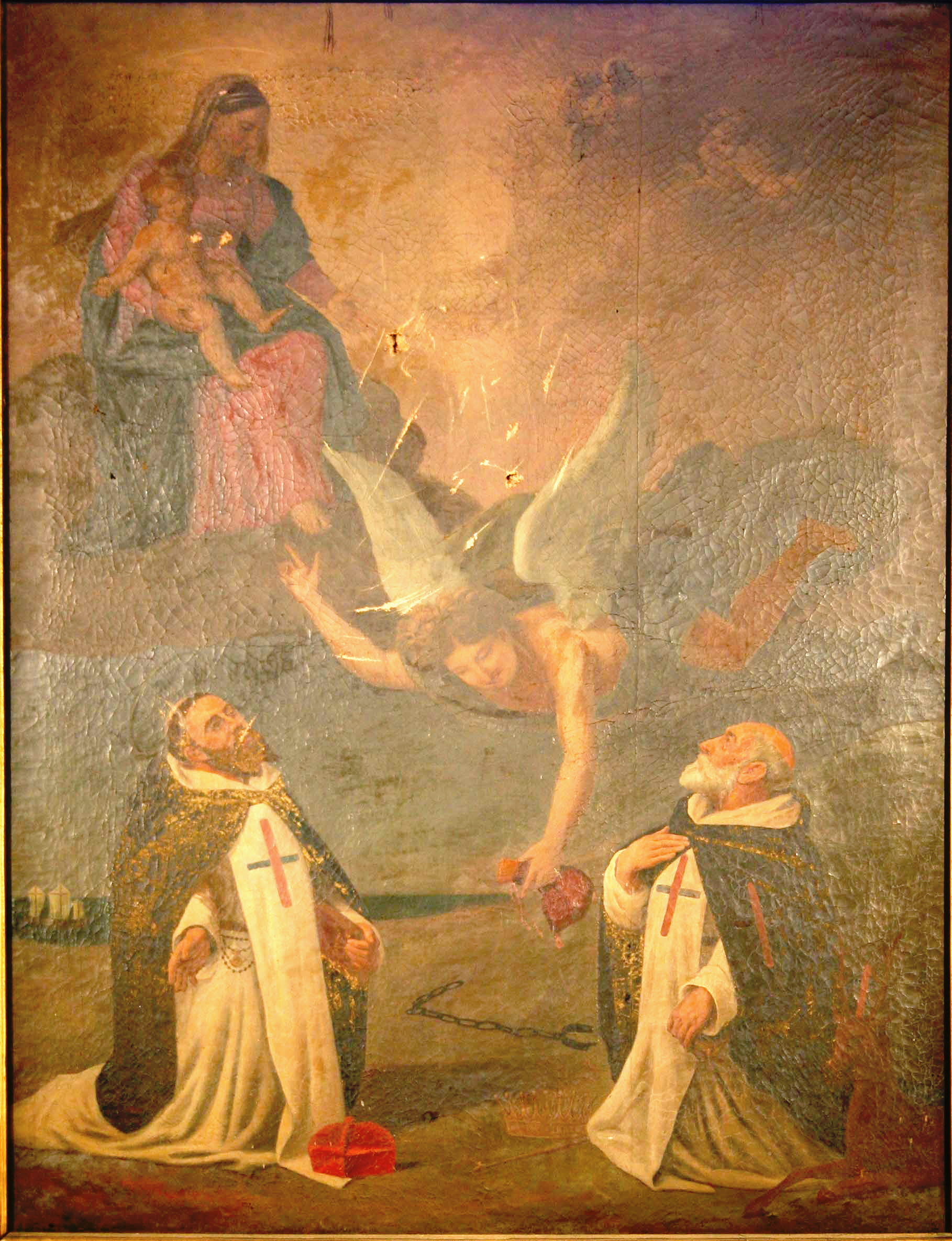
Les saints fondateurs Jean de Matha et Félix de Valois avec Notre-Dame du Bon Remède, Théo Mayan, église de La Trinité-La Palud, Marseille.

La canonisation de Simón de Rojas s'est inscrite dans le contexte de l'Année mariale, décrétée en 1988 par Jean-Paul II. Le site officiel du Vatican montre comment le pape a relu la spiritualité du trinitaire espagnol à la lumière de ses convictions personnelles. Aussi insiste-t-il sur l'éducation mariale : on dit que les premiers mots que prononça Simon à l'âge de 14 mois furent: "Ave Maria", car il ne faisait que répéter la prière que ses parents récitaient si fréquemment; mais aussi sur la médiation maternelle de la Vierge : être esclave de Marie signifiait appartenir totalement à elle : «Totus tuus» afin de s'unir plus intimement au Christ et en Lui par l'Esprit, au Père. 
En prêtant à Simon la devise de son pontificat, Jean-Paul II s'inscrivait dans une tradition d'esclavage marial, qui prend son essor dans l'Espagne de la fin du XVIe siècle, puisqu'avant l'œuvre de Simón de Rojas, on en repère déjà la trace dans une confrérie fondée chez les religieuses conceptionnistes d'Alcala, par Inès Bautista de San Pablo et Juan de los Angeles en 1595, ainsi qu'à Valladolid, auprès du bénédictin Antonio Alvarado, en 1612. C'est cependant à partir du début du XVIIIe siècle, que cette dévotion trouvera sa diffusion la plus étendue, grâce au français Grignion de Montfort, lequel a reconnu sa dette envers le trinitaire espagnol.

### L'engagement éthique
Avec Simón de Rojas, l'esclavage marial atteint un point d'équilibre assez remarquable, en se concentrant sur l'idéal de service inconditionnel. En effet, la dévotion à sainte Marie, qui se définit elle-même dans l'Évangile de Luc comme l'humble servante du Seigneur, hypostasie ici le dévouement aux malades, aux pauvres et aux marginaux. Derrière la terminologie baroque transparaît ainsi le sens donné par Simon à la Congrégation des Esclaves du Doux Nom de Marie. Cette fondation réalise d'ailleurs une intuition conforme au charisme des Trinitaires, que le saint a formulée dans son ouvrage La prière et ses grandeurs, de la manière suivante : « la dimension contemplative doit aller de pair avec la vie active et se réaliser par les œuvres de miséricorde ». 
Dans le cadre de la Contre-Réforme en Espagne, les saints Thomas de Villeneuve et Alonso de Orozco avaient proposé, quelque temps auparavant, une synthèse analogue entre vie intérieure, réflexion théologique et option radicale en faveur des plus démunis. L'heure est en effet à ce que l'on a pu appeler un moralisme mystique, qui s'exprimera, entre autres, dans le Tratado de la oracion y sus grandezas composé par Simon.

### Le traité sur l'oraison
Comme d'autres œuvres de la même époque, le Tratado s'inspire essentiellement de Louis de Grenade, tout en attestant de la persistance d'une influence du Pseudo-Denys sur la spiritualité espagnole, après la mort de Jean de la Croix (1591). Il s'agit d'une collection de sermons, distribués de telle manière que les trois premières parties de l'ouvrage traitent de l'oraison, la quatrième des mystères de la vie du Christ et de la Vierge, et le cinquième de la Passion et de la mort de Jésus. 
Préconisée en tant que remède aux maux corporels et spirituels, la prière y est définie, à la suite du Pseudo-Denys, comme une elevatio mentis in Deum. Sur cette base, l'auteur distingue les oraisons jaculatoires (introduites dans la Péninsule par les franciscains Bernardino de Laredo et Juan de los Angeles), la méditation (présentée, à la manière de Gerson, comme une vehemens cordis applicatio, dont le but est de faire aimer les vérités et les vertus) et la contemplation (entendue comme une haute science, de laquelle Jésus-Christ est le seul maître). 
L'auteur propose deux schémas de méditation destinés à faire aimer le vertu et s'attrister du péché commis, et un troisième pour arriver à l'amour de Dieu; chacun des trois se décline en huit mouvements : pétition, obsécration, désir, réprimande, admiration, interrogation, confiance et propos. Les deux dernières parties du traité contiennent d'ailleurs des modèles de méditation pour la mémoire et le cœur, avec une insistance toute spéciale sur le mystère de la Trinité. Quant à la contemplation, Simon affirme, avec le Pseudo-Denys, qu'elle s'acquiert par voie de négation et d'ignorance en vue de l'union d'amour avec Dieu : la connaissance qui en résulte, provient de ce que l'âme éprouve lorsqu'elle est unie au divin.

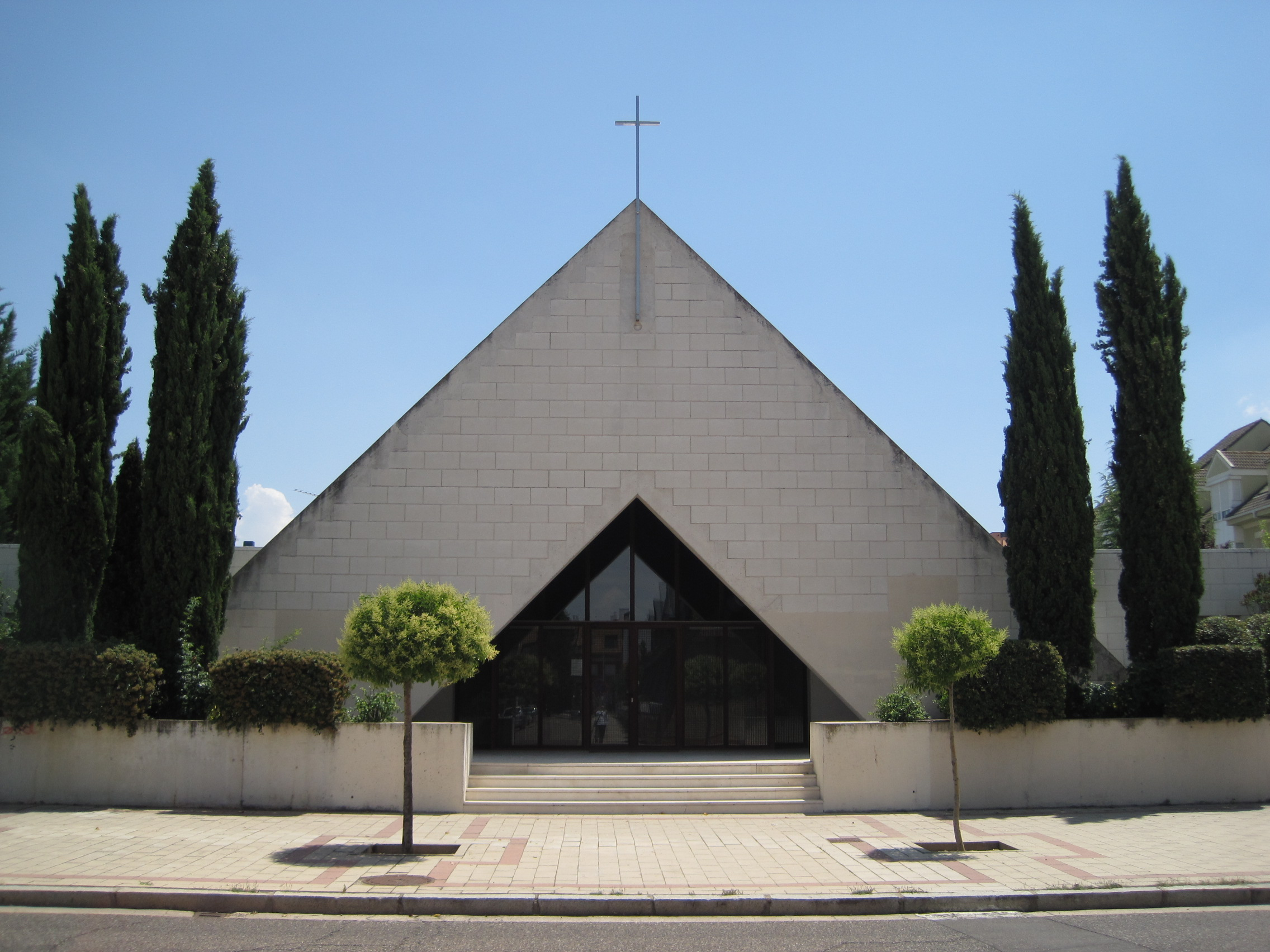
L'église Saint-Simon-de-Rojas, Valladolid, Espagne.
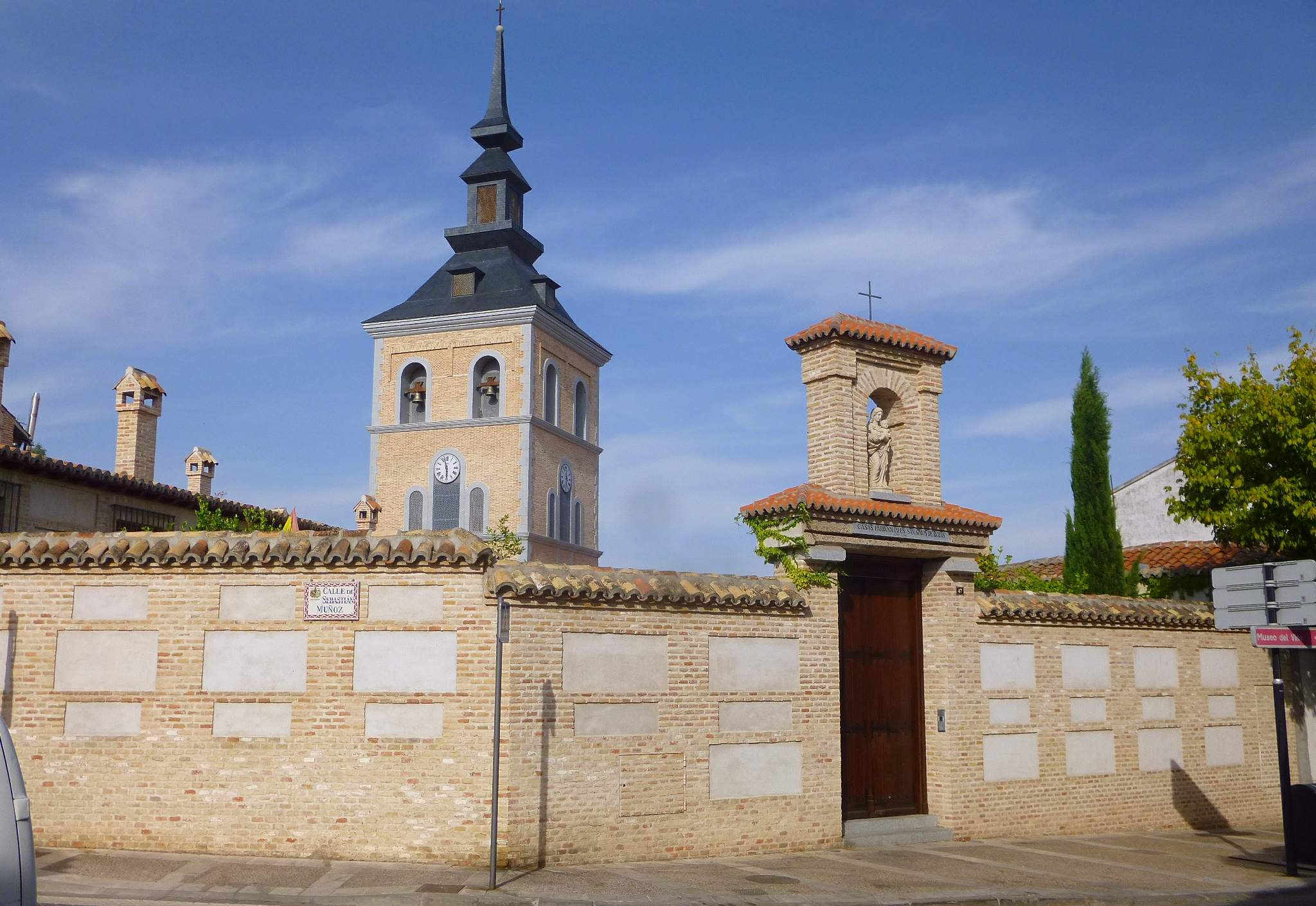
L'église et la maison paroissiale Saint-Simon-de-Rojas, Navalcarnero, Espagne.

## Œuvres
- Dictamenes de virtud por alcanzar la perpetua sabiduria (maximes à destination de ses disciples).
- Sentencias espirituales sobre algunos de los Salmos de David.
- Instrucciones espirituales y politicas para una reina (à destination d'Anne d'Autriche).
- Reglas espirituales y politicas para un superior (à destination de Fernando Nuñez, son confesseur).
- Tratado de la oracion y sus grandezas.
- Trois volumes de sermons autographes, inspirés par Juan de la Vega[5].